# Caucasodesmus inexpectatus
Caucasodesmus inexpectatus är en mångfotingart som beskrevs av Sergei I. Golovatch 1985. Caucasodesmus inexpectatus ingår i släktet Caucasodesmus och familjen spökdubbelfotingar. Inga underarter finns listade i Catalogue of Life.